# لانگهم (ساسکاچوان)
لانگهم (به انگلیسی: Langham) یک منطقهٔ مسکونی در کانادا است که در ساسکاچوان واقع شده‌است. لانگهم ۱٬۴۹۶ نفر جمعیت دارد.